# Она воли Звезду
Она воли Звезду је југословенски хумористички филм из 2001. године у режији Марка Маринковића.

## Радња
Срба је матурант и фудбалски фанатик, тачније краљ уличног фудбала, који игра иако нема друштво, зими, лети, по киши, снегу, док му баба батеријом осветљава скучено двориште тзв. малу Маракану. Ни по коју цену не би пристао да постане професионалац и да игра за новац, одбијајући понуде разних ловаца на таленте који му нуде каријеру у Шпанији, Грчкој, Немачкој, Турској...
Фудбал је за њега ипак само игра, а микробиологија је оно што га заиста интересује. 
Главни јунаци Србиних школских дана су најбољи другови, Даца која је у њега потајно заљубљена од првог основне, професори Ханибал и Дарвин и Беки, нова ученица у коју се Срба заљубљује - а она воли Звезду.

## Улоге
| Глумац              | Улога           |
| ------------------- | --------------- |
| Гордан Кичић        | Срба            |
| Данијела Врањеш     | Мирјана         |
| Горан Јевтић        | Грашак          |
| Ана Стефановић      | Дача            |
| Слободан Стефановић | Урош            |
| Мира Бањац          | баба Мара       |
| Ирфан Менсур        | Мирјанин очух   |
| Маја Сабљић         | Мирјанина мајка |
| Небојша Илић        | власник кафића  |
| Драган Николић      | Дачин отац      |
| Миодраг Крстовић    | тренер          |